# 筑前國
筑前國（日语：〔〕／ Chikuzennokuni */?），日本古代的令制國之一，屬西海道，又與筑後國合稱稱筑州。筑前國的領域大約為現在福岡縣的西部。以太宰府和宗像大社聞名。

## 郡
- 志摩郡
- 怡土郡
- 早良郡
- 那珂郡
- 席田郡
- 御笠郡
- 糟屋郡
- 宗像郡
- 遠賀郡
- 鞍手郡
- 穗波郡
- 嘉麻郡
- 夜須郡
- 下座郡
- 上座郡

## 相關項目
- 日本令制國列表